# Karol Hławiczka
Karol Hławiczka (ur. 14 lutego 1894 w Ustroniu, zm. 22 lipca 1976 w Cieszynie) – polski pianista, organista, pedagog, historyk muzyki, chopinolog, kompozytor, dyrygent.

## Życiorys
Był najstarszym z pięciu synów Andrzeja Hławiczki, bratem Adama Hławiczki. Ukończył gimnazjum w Cieszynie i rozpoczął studia prawnicze na Uniwersytecie Wiedeńskim. W wyniku tragicznej śmierci ojca przerwał edukację prawniczą, poświęcając się bez reszty muzyce, studiował muzykologię w Warszawie, Paryżu, Londynie i Rzymie. Do 1939 pracował w Mysłowicach jako nauczyciel fortepianu. Podczas okupacji niemieckiej przeniósł się do Warszawy, gdzie dawał koncerty w lokalnych kawiarniach. W latach 1948–1950 był nauczycielem prywatnym w Czeskim Cieszynie, w latach 1958–1964 nauczycielem Państwowej Szkoły Muzycznej w Cieszynie, a od 1973 nauczycielem akademickim na Uniwersytecie Śląskim w Katowicach Filii w Cieszynie.
Działał głównie na Górnym Śląsku. Jest m.in. autorem prac: o rytmice Chopina, o historii muzyki protestanckiej, historii poloneza, o pieśniach ludowych, a także pieśni religijnej Królu mój, królu chwały (1915).
Autor 12 podręczników szkolnych do śpiewu oraz około 100 rozpraw i artykułów naukowych, publikowanych m.in. w takich czasopismach jak: „Bach-Jahrbuch” (Berlin), „Chopin-Jahrbuch” (Wiedeń), „Annales Chopin” (Warszawa), „Jahrbuch für Liturgik und Hymnologie” (Kassel), „Musica Antiqua Scientifica” (Bydgoszcz), „Die Musikforschung” (Kassel), „Svensk tidskrift for musikforskning” (Sztokholm), „Hudebnovedne studie” (Bratysława), „Poseł Ewangelicki” (Londyn), „Zeszyty Naukowe” PWSM w Katowicach, „Muzyka”, „Ruch Muzyczny”, „Zwrot”, „Zaranie Śląskie”, „Głos Ludu”, „Jednota” i „Strażnica Ewangeliczna”. 
Był działaczem Społeczności Chrześcijańskiej w Kościele Ewangelicko-Augsburskim RP na Śląsku Cieszyńskim. Ewangelistą zaangażowanym w organizację Tygodni Ewangelizacyjnych w Miechowicach i Dzięgielowie. Pochowany na cmentarzu ewangelickim w Cieszynie.